# Fabryka Della w Łodzi
Fabryka Della w Łodzi – fabryka przedsiębiorstwa Dell zajmująca się produkcją komputerów i serwerów. Była drugą (po irlandzkiej) fabryką tej spółki w Europie.

## Opis
Koncern Dell 18 września 2006 ogłosił, że nową fabrykę wybuduje w Łodzi, na terenach Olechowa, obok stacji kolejowej Łódź Olechów w dzielnicy Widzew. 
Koszt inwestycji koncernu w Łodzi to 200 milionów euro. Władze polskie przyznały spółce Dell Products Poland pomoc regionalną w wysokości 54,5 mln euro, na rozwój produkcji komputerów w Łodzi. Zakład postawiono na działce o powierzchni 47 ha, która włączona jest do Łódzkiej Specjalnej Strefy Ekonomicznej, ma powierzchnię 37 tys. m². Jego budowa pochłonęła około 500 tys. ton stali, 120 tys. km kabli. Fabryka miała docelowo zatrudniać 5 tys. pracowników w 2012 roku. Oprócz powstania tam parterowej hali oraz dodatkowych budynków gospodarczych (m.in. stołówki dla 700 osób), przy fabryce istnieje też parking na 1000 aut. Dodatkowo Ryanair uruchomił z łódzkiego lotniska połączenie do portu lotniczego Shannon (niedaleko Limerick; to była lokalizacja ówczesnej fabryki Della) w zachodniej Irlandii. Fabryka posiada własny przystanek MPK Łódź o nazwie Dell/parking (nr przystanku 2013).
Dell w 2011 wycofał się z planów przeniesienia prawa własności (sprzedania) łódzkiego zakładu na rzecz Foxconn. Według rzecznika prasowego: obie firmy doszły do wniosku, że w tym momencie przekazywanie własności łódzkiego zakładu nie daje wiele ani jednej, ani drugiej firmie. Zatrudnienie wówczas wynosiło około 1400 osób (w szczytowym okresie pracowało w niej 1900 osób).
W łódzkim zakładzie produkowane były laptopy do 2010 roku. Obecnie produkuje się tam serwery i komputery stacjonarne.
Fabryka jest twórcą programu stażowego Akademii Dell.